# الیسندا بیبس بالمانیا
الیسندا بیبس بالمانیا (اسپانیایی: Elisenda Vives Balmaña‎؛ زادهٔ ۱۹۵۵ در بارسلون) استاد دانشگاه و دیپلمات اهل آندورا است که از نوامبر ۲۰۱۵ نماینده دایمی آندورا در سازمان ملل متحد است. وی همچنین سفیر آندورا در ایالات متحده آمریکا، کانادا و مکزیک است. وی پیشتر سفیر آندورا در ایتالیا و مراکش بود. وی از دانشگاه بارسلونا، دانشگاه آزاد کاتالونیا و دانشگاه آندورا فارغ‌التحصیل شده‌است.